# Лісниче (Калінінградська область)
Лісниче (рос. Лесничье) — селище Озерського міського округу, Калінінградської області Росії. Входить до складу Красноярського сільського поселення.
Населення —  4 особи (2015 рік). 

## Населення
| 2002 | 2010 |
| ---- | ---- |
| 3    | ↗4   |